# Страдун
Страдун или Плаца је главна улица у старом градском језгру, али и у Дубровнику уопште. Име „Страдун“ потиче од Млечана и подругљив је термин за велику улицу, а име „Плаца“ потиче од латинске речи "platea", што значи „улица“. Улица је дуга око 300 м.
На месту данашњег Страдуна у прошлости је био мочварни терен који је раздвајао Рагузу од Дубраве. Насипавањем мочваре у 9. веку, становништво је створило један град.
Страдун се протеже у смеру исток-запад, а налази се између двоје градских врата (Врата од Пила и Врата од Плоча). На почетку и на крају Страдуна се налазе две чесме (Велика и Мала Онофријеве чесма) те два звоника (Градски звоник и звоник фрањевачке цркве и манастира). Страдун је поплочен каменим блоковима, углачаним до сјаја дрвеног паркета, па га зову и улица-салон. Своју намену, Страдун је добио у 12. веку, а данашњи изглед је добио после катастрофалног земљотреса 1667. године, кад је велики број грађевина био срушен. Старије слике Дубровника показују да зграде на Страдуну пре земљотреса нису имале тако типизован изглед као данас, многе су имале аркаде као палата Спонза, а неке су биле украшеније. Данашњи изглед зграда на Страдуну потиче из периода после земљотреса 1667. године, када је Статутом Дубровачке републике био одређен начин градње стамбених зграда: у приземљу је увек био трговачко-пословни простор са вратима на колено, а у велики магазин се улазило из споредне улице. На првом је спрату био стамбени простор, док су собе биле на другом спрату. Кухиња и друге привредне сале су се увек налазиле у поткровљу. Наиме, након земљотреса, у Граду је букнуо пожар, који је уништио велики број стамбених и осталих зграда. Одлуком да се кухиње преселе у поткровље спречавало се ширење пожара.
Страдун завршава тргом Лужа испред Градског звоника те тако обухвата већи број важнијих споменика унутар старог градског језгра те је тако омиљена шетница домаћег становништва, као и страних туриста.
Данас се Страдун користи за свечану процесију за време прославе Фесте св. Влаха, 3. фебруара, за дочек Нове године и повремено за концерте и представе.